# Brittnee Cooper
Brittnee Shannon Cooper (* 26. Februar 1988) ist eine ehemalige US-amerikanische Volleyballspielerin und gegenwärtige -trainerin.

## Karriere
Cooper begann ihre Karriere während ihrer Zeit an der Louisiana State University im dortigen Volleyball-Team, den LSU Tigers. Nach ihrem Abschluss in Soziologie spielte die Mittelblockerin zunächst für den puerto-ricanischen Club Llaneras de Toa Baja (Saison 2010/11), später für den österreichischen Verein SVS Post Schwechat (Saison 2011/12), ehe sie zu Beginn der Saison 2012/13 zu Rabita Baku wechselte. Dort wurde Brittnee Cooper zusammen mit dem Verein aserbaidschanische Meisterin und es gelang der Einzug ins Halbfinale der Volleyball-Champions-League. Dieses Spiel ging verloren, jedoch konnte im anschließenden Spiel um Platz 3 der Bronzerang gesichert werden.
Nach der erfolgreichen Saison in Aserbaidschan wechselte sie nach Polen zu Atom Trefl Sopot, wo die Mittelblockerin in den kommenden zwei Jahren unter Vertrag stand. In den Saisons 2014/15 und 2015/16 erreichte Cooper zusammen mit der ersten Mannschaft des Vereins jeweils die Vizemeisterschaft der Liga und wurde 2015 polnische Pokalsiegerin. Am Ende der Saison 2015/16 verließ die US-Amerikanerin mit Auslaufen ihres Vertrages den polnischen Verein. Am 21. November 2016 gab der deutsche Meister und Pokalsieger Dresdner SC die Verpflichtung von Brittnee Cooper bis Saisonende bekannt. Cooper ersetzte im Team der Dresdner Gina Mancuso, die aufgrund des verletzungsbedingten Ausfalls von Eva Hodanová ausgeholfen hatte. Mit der Mannschaft des Dresdner SC erreichte die Mittelblockerin den dritten Platz in der Meisterschaft, stand dem Team dabei jedoch selbst in den entscheidenden Play-off-Spielen aufgrund einer Verletzung nicht zur Verfügung. Anfang Mai 2017 gab der Dresdner SC bekannt, dass der auslaufende Vertrag von Brittnee Cooper – ebenso wie die Verträge von Barbora Purchartová, Lucie Smutná, Jocelynn Birks sowie Jennifer Cross – nicht verlängert wird.
Nach dem Auslaufen ihres Vertrags in Dresden beendete Cooper ihre aktive Laufbahn und wurde im August 2017 Assistenztrainerin des Volleyballteams der University of Tulsa, wo sie bis zur Saison 2020/21 tätig war. Nachdem sie in der Saison 2021/22 als Co-Trainerin des Teams der Louisiana State University wirkte, wechselte sie zur Saison 2022/23 in gleicher Funktion zur University of New Orleans.